# HD 2638
HD 2638 är en trippelstjärna belägen i den norra delen av stjärnbilden Valfisken. Den har en kombinerad skenbar magnitud av ca 9,44 och kräver ett teleskop för att kunna observeras. Baserat på parallax enligt Gaia Data Release 2 på ca 18,2 mas, beräknas den befinna sig på ett avstånd på ca 180 ljusår (ca 55 parsek) från solen. Den rör sig bort från solen med en heliocentrisk radialhastighet på ca 9,6 km/s.

## Egenskaper
Primärstjärnan HD 2638 A är en gul till vit stjärna i huvudserien av spektralklass G8 V. Den har en massa som är ca 0,89 solmassor, en radie som är ca 0,8 solradier och har ca 0,41 gånger solens utstrålning av energi från dess fotosfär vid en effektiv temperatur av ca 5 200 K.
Följeslagaren, HD 2638 BC, är en dubbelstjärna som består av två röda dvärgstjärnor i en snäv omloppsbana med sammanlagd massa mindre än halva massan av primärstjärnan, och en kombinerad spektralklass av M1 V. Konstellationen har också stjärnan HD 2567 av magnitud 7,76, som en visuell följeslagare med gemensam egenrörelse och separerad med 839 bågsekunder.

## Planetssystem
År 2005 tillkännagav Geneva Extrasolar Planet Search Team upptäckten av en exoplanet, HD 2638 b, som kretsar kring primärstjärnan. Planeten har en massa som är 0,48 gånger större än Jupiters och 152,6 gånger jordens. Planetens existens sattes dock under diskussion 2015 på grund av upptäckt av ytterligare följeslagare.
| Planet | Massa    | Halv storaxel (AE) | Siderisk omloppstid (d) | Excentricitet | Inklination | Radie |
| ------ | -------- | ------------------ | ----------------------- | ------------- | ----------- | ----- |
| b      | ≥0,48 MJ | 0,44               | 3,4442 ± 0,0002         | 0,0407        | -           | -     |